# シュガーポット
『シュガーポット』は、高須賀由枝による日本の漫画作品。
集英社の『りぼん』2003年秋のびっくり大増刊号に読み切り掲載後、『りぼんオリジナル』2004年2月号から2006年4月号まで連載された。
2005年12月号からは、タイトルを『シュガーポット-CAFE FLAT-』として新たにスタートしたが、掲載誌が廃刊となったため、終了した。

## あらすじ
両親が経営するカフェを時々手伝っている高校生の沙保は、常連客の各務に片思い中。ただ見つめるだけの日々だったが、カフェでアルバイトをしている女子大生たちにアドバイスを受け、思い切ってアプローチをすることに……。

## 登場人物
平野 沙保（ひらの さほ）
高校1年生。
中学時代は陸上部に所属しており、県の短距離記録保持者でもある。3年生の頃、交通事故に遭い、高校への陸上推薦を取り消され落ち込んでいた時、両親がカフェを始める。その時、各務に一目惚れし生活が一変、各務には恋心とともに恩も感じている。左足に事故の傷痕が残っており、普段は傷痕が見えないような服装をしている。
各務 雅輝（かがみ まさき）
大学生。小説家。
高校生の頃書いた小説が賞を取り、デビュー。
麻美（あさみ）
バイトの一人。女子大生。バイトの目的はいい男探し(?)。母親はクラブを経営している。
ネイルが取れるのが嫌だから洗い物はしない、タイツが伝線したから買ってきてなどわがまま。
柏原（かしわばら）
陸上界では全国レベルに有名な選手。実家は病院経営のため、高校では陸上を断念し、勉強に打ち込む。
河瀬　恵理子(かわせ　えりこ)
聖花学院１年生のお嬢様。各務が「カフェ　フラット」によく来ることから、バイトをはじめる。イケメンが好き。　
大原 真名（おおはら まな）
柏原のことを好きな女子高生。陸上部だが、成績はそこそこ。沙保をライバル視し、お店に嫌がらせをするが、後に親友となる。
大柳（おおやなぎ）
各務の中学時代からの親友。面倒見が良く、沙保とはライバル。
平野 志保（ひらの しほ）
沙保の妹。中学2年生。恋愛面では姉より遥かに経験豊富な様子。
沙保の両親
「カフェ フラット」の経営者。父こだわりのエスプレッソと、イタリアでの修業経験もある母が作るケーキが売り。季節限定メニューやサラダ、プレートメニューなどフードメニューも充実している。

## 書誌情報
- 高須賀由枝 『シュガーポット』 集英社 《りぼんマスコットコミックス》 全3巻
  1. 2004年6月15日発売、ISBN 4-08-856544-4
    - 逢いたい時にあなたはいない[1]（『りぼんオリジナル』1996年12月号）

  2. 2005年2月15日発売、ISBN 4-08-856589-4
    - I LOVE SHOPPING Part.3
    - ようこそ CAFE FLATへ▼

  3. 2006年7月14日発売、ISBN 4-08-856695-5
    - 彼はあのコのことが好き[2][3]（『りぼんオリジナル』2005年10月号）
    - I LOVE SHOPPING part.5